# Beuna (Geiseltal)
Beuna (Geiseltal) ist seit dem 1. Januar 2009 ein Ortsteil der Stadt Merseburg im Saalekreis in Sachsen-Anhalt.

## Geografie
Beuna liegt im Geiseltal. Der Merseburger Ortsteil befindet sich südwestlich von Merseburg, in der Nähe des Runstedter, des Großkaynaer und des Geiseltalsees.

## Geschichte
2017 stießen Archäologen vom Landesamt für Denkmalpflege und Archäologie Sachsen-Anhalt bei Beuna auf sechs etwa 4800 Jahre alte Gräber mit Grabsteinen und Grabbeigaben. Die dort Bestatteten stammen nach Angabe der Archäologin Susanne Friederich aus den Epochen der Schnurkeramik und der Glockenbecherkultur.

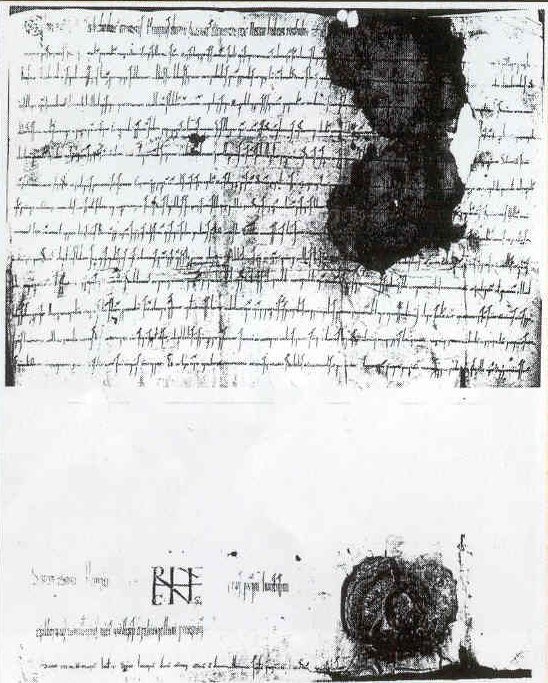
Schenkungsurkunde von 1004 von Heinrich II. an das Bistum Merseburg über das Rittergut

 Am 4. März 1004 wurde Beuna zum ersten Mal urkundlich erwähnt. In dieser Urkunde übergibt König Heinrich II. das Rittergut in „Bunivua“, dem heutigen Niederbeuna, an das neu errichtete Bistum Merseburg. Ursprünglich hieß der Ort Bunem. Diese Bezeichnung wird mit dem deutschen Wort „Bühne“, womit ein erhoben gelegener Ort bezeichnet wird, in Verbindung gebracht.
Bunem war im Privatbesitz der sächsischen Kaiser aus dem Hause der Liudolfinger. Ihnen gehörte auch das Rittergut in Niederbeuna, welches Heinrich II. im Jahre 1004 dem Bistum Merseburg schenkte. Seit jener Zeit gab es ein dem Bistum Halberstadt gehörendes Oberbeuna (Bunowe superior) und ein dem Bistum Merseburg gehörendes Niederbeuna (Bunowe inferior). Man unterschied die beiden Dörfer in der Schreibweise, indem man für Oberbeuna Bünowe, Niederbeuna Bunowe setzte. Jeder der beiden Orte hatte seine eigene Verwaltung, seine eigene Kirche und seine eigene Pfarrei. 
Seit 1320 gehörten beiden Dörfer zur Dompropstei Merseburg. Zur Zeit der Reformation wurde eine deutsche Einheitssprache eingeführt. Man schrieb ab jetzt Beunau statt Bunowe.

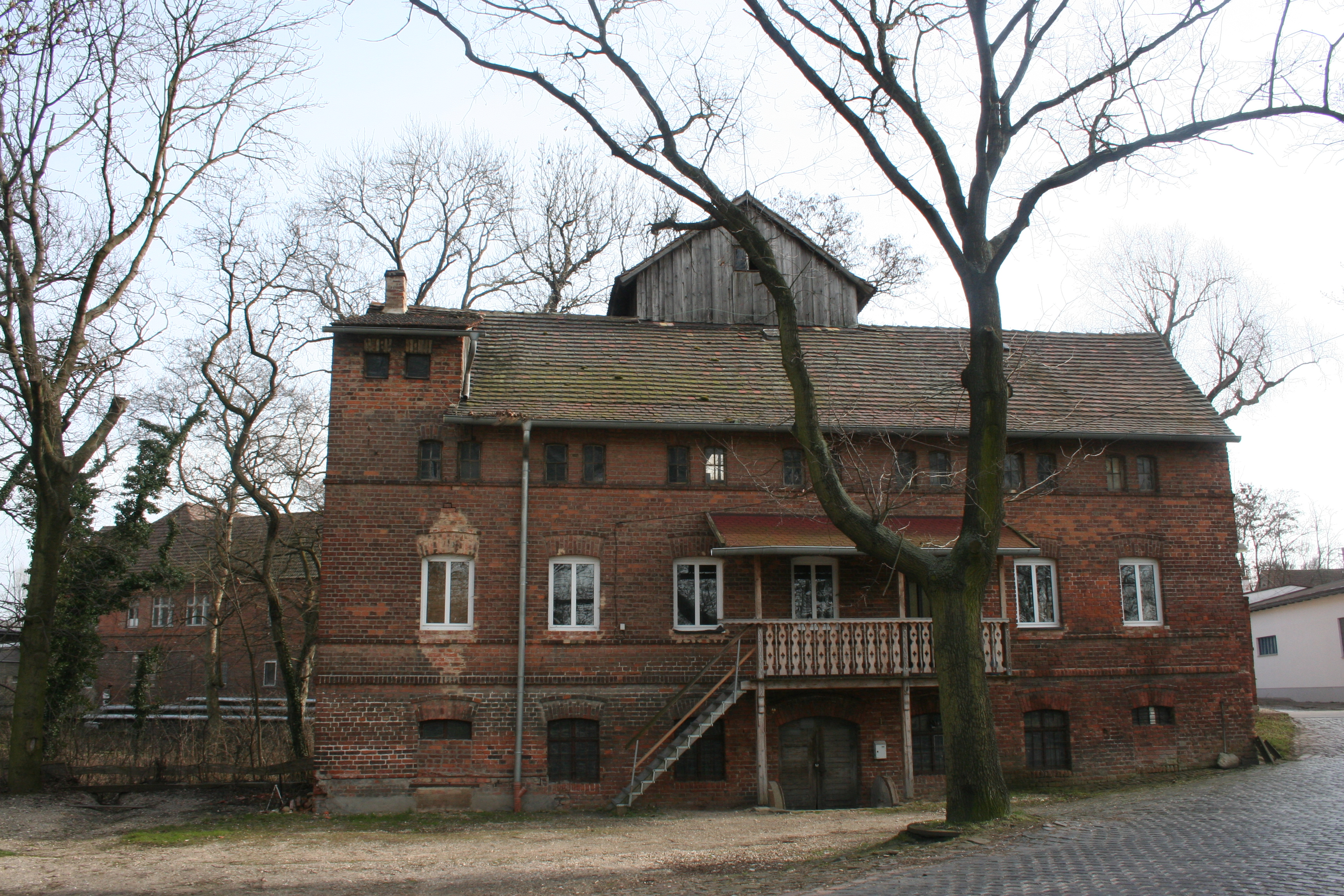
Ehemalige Mühle

Von besonderem historischen Wert ist die Mühle in Beuna. Sie ist im 12. Jahrhundert durch Benediktinermönche des Klosters St. Petri errichtet worden. Im Laufe der Jahrhunderte wurde sie mehrmals zerstört. 
Im Jahre 1545 gab es in Niederbeuna 14 Hausbesitzer und 70 Einwohner, genau soviel Häuser und Einwohner hatte damals auch Oberbeuna, ein merkwürdiger Zufall. Am 18. Februar 1753 vernichtete eine Feuersbrunst drei Häuser und vier Scheunen in Niederbeuna, worunter sich auch die zur Schule gehörige Scheune befand. Im Jahre 1819, als die preußische Volkszählung stattfand, hatte Niederbeuna 24 Häuser mit 117 Einwohnern, Oberbeuna 22 Häuser mit 108 Einwohnern. Ober- und Niederbeuna gehörten bis 1815 zum hochstiftlich-merseburgischen Amt Merseburg, das seit 1561 unter kursächsischer Hoheit stand und zwischen 1656/57 und 1738 zum Sekundogenitur-Fürstentum Sachsen-Merseburg gehörte. Durch die Beschlüsse des Wiener Kongresses kamen beide Orte im Jahr 1815 zu Preußen und wurden 1816 dem Kreis Merseburg im 
Regierungsbezirk Merseburg der Provinz Sachsen zugeteilt.
Das erste Schulgebäude wurde 1859 in Niederbeuna gebaut. Die Küsterschule und ein Lehrer waren dem Pfarrer unterstellt. Der kleine Landstrich zwischen Merseburg und Mücheln galt als dicht bevölkert. Die intensive Landwirtschaft sowie die großen Güter, die Zuckerfabrik und die abzubauenden großen Braunkohlevorkommen rechtfertigen den Bau einer Bahn. Im Dezember 1886 wurde die Bahnstrecke Merseburg–Mücheln für den Verkehr freigegeben. In Niederbeuna wurde einer der fünf Bahnhöfe angelegt. Die Brikettfabrik war von 1909 bis 1991 in Betrieb. Einige Jahre später wurde sie gesprengt.
Niederbeuna und Oberbeuna wurden am 1. April 1937 zur Gemeinde Beuna zusammengeschlossen. Im selben Jahr erhielt der Ort den Zusatz „Geiseltal“. Bereits 1992 war die Gemeinde Beuna Teil der Verwaltungsgemeinschaft Merseburg, bis sie am 1. Januar 2009 eingemeindet wurde.

## Wirtschaft und Infrastruktur

### Verkehr
Am 5. Februar 1918 wurde die elektrische Straßenbahn zwischen Merseburg und Mücheln in Betrieb genommen, die auch durch Beuna führte. Am 28. Mai 1968 verkehrte aufgrund sie des fortschreitenden Braunkohletagebaus im Geiseltal zum letzten Mal und wurde anschließend abgetragen.
Beuna hat einen Haltepunkt an der Bahnstrecke Merseburg–Querfurt. Er wird stündlich von der Linie S11 Halle–Merseburg–Querfurt der S-Bahn Mitteldeutschland bedient.
Beuna befindet sich in unmittelbarer Nähe der Bundesautobahn 38 (Anschlussstelle Merseburg-Süd).

### Öffentliche Einrichtungen
- Hoppenhaupt-Kirche (2006 grundhaft restauriert, Nutzung als Begegnungs- und Konzertstätte)
- Kindergarten „Rappelschloss“

## Sehenswürdigkeiten

### Hoppenhaupt-Kirche

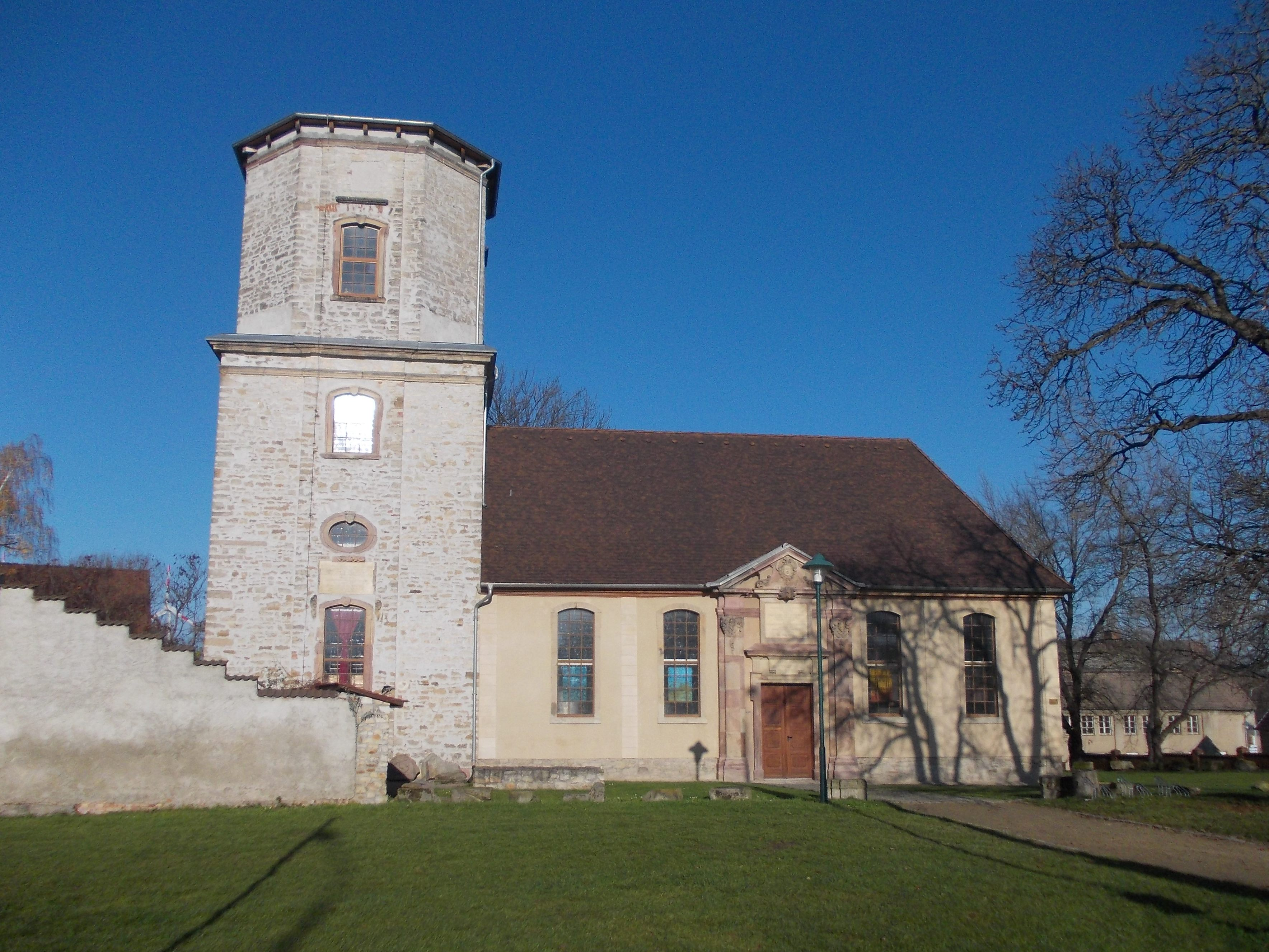
Hoppenhaupt-Kirche

Die von Johann Michael Hoppenhaupt entworfene, ab 1725 errichtete barocke evangelische Dorfkirche von Oberbeuna, die 1961 an die katholische Kirche verkauft wurde. 1989 stürzte infolge eines Gebirgsschlages beim Zusammenbruch der Kaligrube Völkershausen der Turm ein, 2004 begann der Wiederaufbau der mittlerweile zur Ruine gewordenen Kirche durch den Interessen- und Förderverein Wiederaufbau Kirche Beuna e. V.  Die aus der Kirchenruine gerettete Empore Hoppenhaupts befindet sich heute in der Schlosskapelle von Schloss Köthen.

### Rittergut

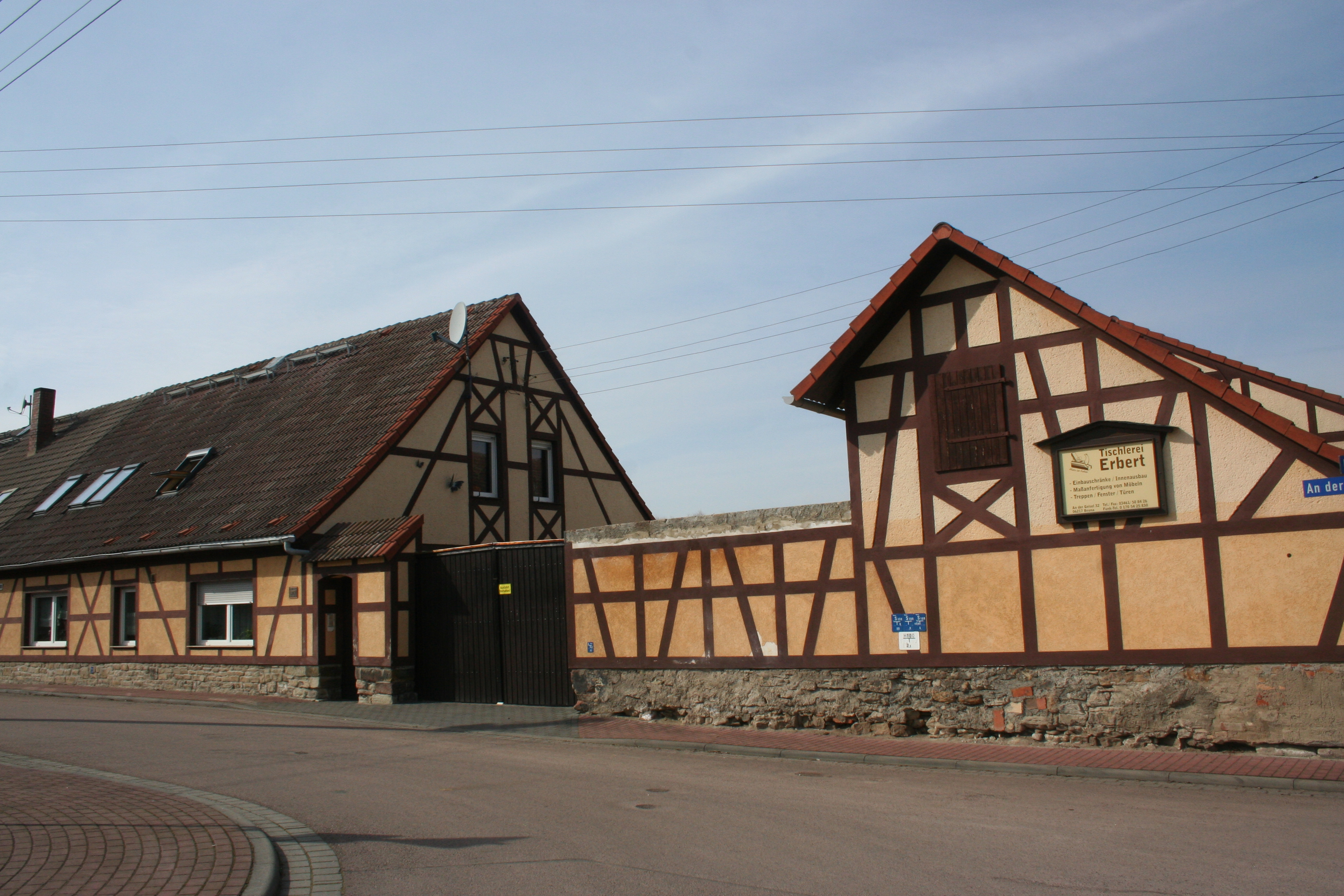
Rittergut

Das Rittergut Niederbeuna wurde erstmals 1004 in der Schenkungsurkunde an das Bistum Merseburg mit dem Namen „Bunivua“ erwähnt. Zuvor war es im Besitz der römisch-deutschen Kaiser aus dem Hause der Liudolfinger. Bunowe, so die Bezeichnung von Niederbeuna im 12. Jahrhundert, ist wahrscheinlich der Stammsitz der Familie de Bunowe bzw. der Bünau. Die nächste urkundliche Erwähnung ist die Leibgutsverschreibung von 1388 für Margarete zu Groest. 1400 wurde das Rittergut an den Bischof von Merseburg verlehnt. 1431 kam es in Privatbesitz. Besitzer waren u. a. Mitglieder der Familien Bose, Kannewurff und von Ende. 1881 wurde das Rittergut von der Zuckerfabrik Körbisdorf gekauft. Durch Erwerb der Letzteren gelangt es schließlich 1937 an die Leunawerke. Im Jahre 1945 wurde es im Rahmen der Bodenreform an besitzlose Landarbeiter übergeben.